# Zieuwent
Zieuwent est un village situé dans la commune néerlandaise d'Oost Gelre, dans la province de Gueldre. Le village compte environ 2 000 habitants.